# Rushford Village
Rushford Village – miasto w Stanach Zjednoczonych, w stanie Minnesota, w hrabstwie Fillmore.